# Hultasjön (Bergs socken, Småland)
Hultasjön är en sjö i Växjö kommun i Småland och ingår i Mörrumsåns huvudavrinningsområde. Sjön är 11 meter djup, har en yta på 0,211 kvadratkilometer och är belägen 221,2 meter över havet. Vid provfiske har abborre fångats i sjön.

## Delavrinningsområde
Hultasjön ingår i det delavrinningsområde (633183-143165) som SMHI kallar för Utloppet av Lädjasjön. Medelhöjden är 223 meter över havet och ytan är 34,56 kvadratkilometer. Det finns inga avrinningsområden uppströms utan avrinningsområdet är högsta punkten. Kavleån (Hjulatorpaån) som avvattnar avrinningsområdet har biflödesordning 2, vilket innebär att vattnet flödar genom totalt 2 vattendrag innan det når havet efter 138 kilometer. Avrinningsområdet består mestadels av skog (69 procent) och jordbruk (12 procent). Avrinningsområdet har 2,68 kvadratkilometer vattenytor vilket ger det en sjöprocent på 7,8 procent.